# 겨울세이보리
겨울세이보리(영어: winter savoury 윈터 세이버리[*], 학명: Satureja montana 사투레야 몬타나[*])는 꿀풀과의 여러해살이풀이다.

## 분포
아시아와 유럽에 분포한다. 서남아시아(레바논, 시리아, 터키), 남동유럽(그리스, 루마니아, 마케도니아 공화국, 몬테네그로, 보스니아 헤르체고비나, 세르비아, 슬로베니아, 알바니아, 코소보, 크로아티아), 남유럽(스페인, 이탈리아, 프랑스), 중앙유럽(오스트리아)이 원산지이다.

## 사진 갤러리

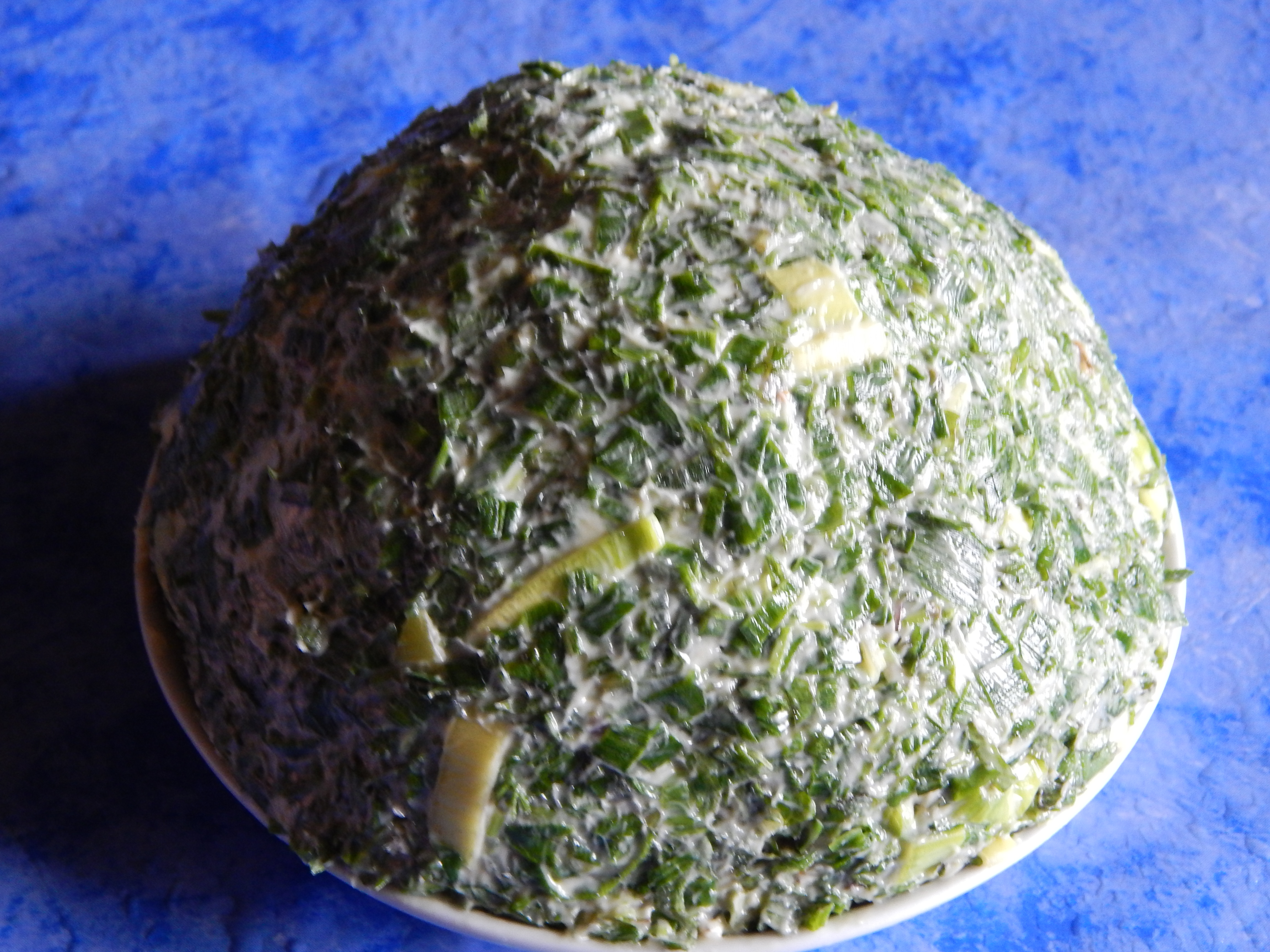
겨울세이보리 잎을 넣어 만든 콤파운드 버터

## 같이 보기
- 세이보리